# Arvidus Jonæ Locke
Arvidus Jonæ Locke, död 1 juli 1628 i Östra Ryds församling, Östergötlands län, var en svensk präst.

## Biografi
Arvidus Locke prästvigdes 16 december 1604 och blev kollega vid Linköpings trivialskola. Han blev 1612 kyrkoherde i Östra Ryds församling. Locke avled 1628 i Östra Ryds församling.

### Familj
Locke gifte sig första gången med en okänd kvinna. Han gifte sig andra gången med Margareta Eriksdotter. Locke gifte sig tredje gången med Margareta Pedersdotter. De fick tillsammans barnen kyrkoherden Andreas Locke i Kristbergs församling, en son och en dotter. Efter Lockes död gifte Pedersdotter sig med kyrkoherden Magnus Ignæus i Östra Ryds församling.